# Thiersheim
Thiersheim este o comună din districtul Wunsiedel, regiunea administrativă Franconia Superioară, landul Bavaria, Germania. 